# Лурін Анатолій Григорович
Анато́лій Григо́рович Лу́рін (нар. 23 грудня 1945, смт Верхнячка, Черкаська область, УРСР) — військовий лікар, начальник Центрального військово-медичного управління Міністерства оборони України у 1993—1994 роках. Заслужений лікар РРФСР, Заслужений лікар України (2015), генерал-майор медичної служби.
Батько іншого відомого українського військового лікаря Луріна Ігоря Анатолійовича.

## Життєпис
Народився 23 грудня 1945 року в селі Верхнячка (смт) Христинівського р-ну Черкаської області УРСР у родині службовців. У 9-10 класі навчався у вечірній школі працюючи на цукровому заводі слюсарем-турбіністом.
У 1962—1968 роках навчався у Вінницькому медичному інституті імені М. І. Пирогова. Після закінчення був призваний на військову службу.
У 1972 році зарахований до Військово-медичної академії імені С. М. Кірова на факультет керівного складу медичної служби з циклу «Хірургія», який закінчив у 1974 році.
З 1991 по 1992 рік головний військовий хірург Одеського військового округу.
З 1993 по 1994 рік начальник Центрального військово-медичного управління Міністерства оборони України.
У 1995 році очолює хірургічну службу Одеського обласного онкологічного диспансеру.

## Нагороди
- Відзнака міністерства оборони України «Доблесть і честь» (2005)